# سیبک سفلی
سیبک سفلی، روستایی از توابع بخش نصرآباد شهرستان تربت جام در استان خراسان رضوی ایران است.

## جمعیت
این روستا در دهستان کاریزان قرار دارد و براساس سرشماری مرکز آمار ایران در سال ۱۳۸۵، جمعیت آن زیر سه خانوار بوده‌است.